# Georgi Bożiłow (piłkarz)
Georgi Penkow Bożiłow (bułg. Георги Пенков Божилов, ur. 12 lutego 1987 w Sofii) – bułgarski piłkarz, grający na pozycji środkowego lub cofniętego napastnika w bułgarskim klubie Marek Dupnica. Były, dwukrotny reprezentant Bułgarii.
Wychowanek sofijskich klubów - Septemwri i CSKA. W 2004 podpisał pierwszy profesjonalny kontrakt z Nafteksem Burgas. W swojej karierze grał jeszcze w Czernomorcu Burgas, Łokomotiwie Płowdiw, Czerno More Warna i Beroe Stara Zagora.

## Sukcesy

### Klubowe
Czerno More Warna
- Zdobywca Pucharu Bułgarii: 2014/2015